# Lepidostoma ectopium
Lepidostoma ectopium is een schietmot uit de familie Lepidostomatidae. De soort komt voor in het Neotropisch gebied.